# Awaous pallidus
Awaous pallidus är en fiskart som först beskrevs av Valenciennes, 1837.  Awaous pallidus ingår i släktet Awaous och familjen smörbultsfiskar. Inga underarter finns listade.